# Andrew Campbell (roddare)
Andrew Campbell, född 2 februari 1992, är en amerikansk roddare.
Campbell tävlade för USA vid olympiska sommarspelen 2016 i Rio de Janeiro, där han tillsammans med Josh Konieczny slutade på 5:e plats i lättvikts-dubbelsculler.